# Tresmilonce
Pour les articles homonymes, voir Anima (homonymie).
Tresmilonce (anciennement Ånima) est un groupe espagnol de rock alternatif et progressif, originaire de La Corogne, en Galice.

## Histoire
Le groupe est formé en 2010, et composé du guitariste et chanteur Rolo, du batteur et choriste Dabe, du bassiste Miguel Ángel et du guitariste Duro. Ils enregistrent leur premier album Tresmilonce après trois ans de répétition, faisant leur présentation live à l'Aversion Fest à Burela. En 2013, ils partagent la scène avec d'autres grands groupes tels que The Flatliners, Def Con Dos et Mojinos Escozíos, jouant aux festivals de Resurrection Fest, FIRC, Mareira Fest, Nordestazo, Noroeste Poprock, Sada Rock, Oistes Rock et Castelo Rock, vendant pratiquement tous les exemplaires sortis de leur premier album. 
En 2017, ils partent en tournée pour présenter leur deuxième album, En guerra, dont l'enregistrement est réalisé grâce à une campagne de financement participatif,,. En 2020, 10 ans après la formation du groupe, Ånima décide de changer de nom pour Tresmilonce, en hommage à leur premier album. Le groupe ne semble plus en activité depuis.

## Discographie
- 2013 : Tresmilonce
- 2017 : En guerra